# 카스텔누오보보르미다

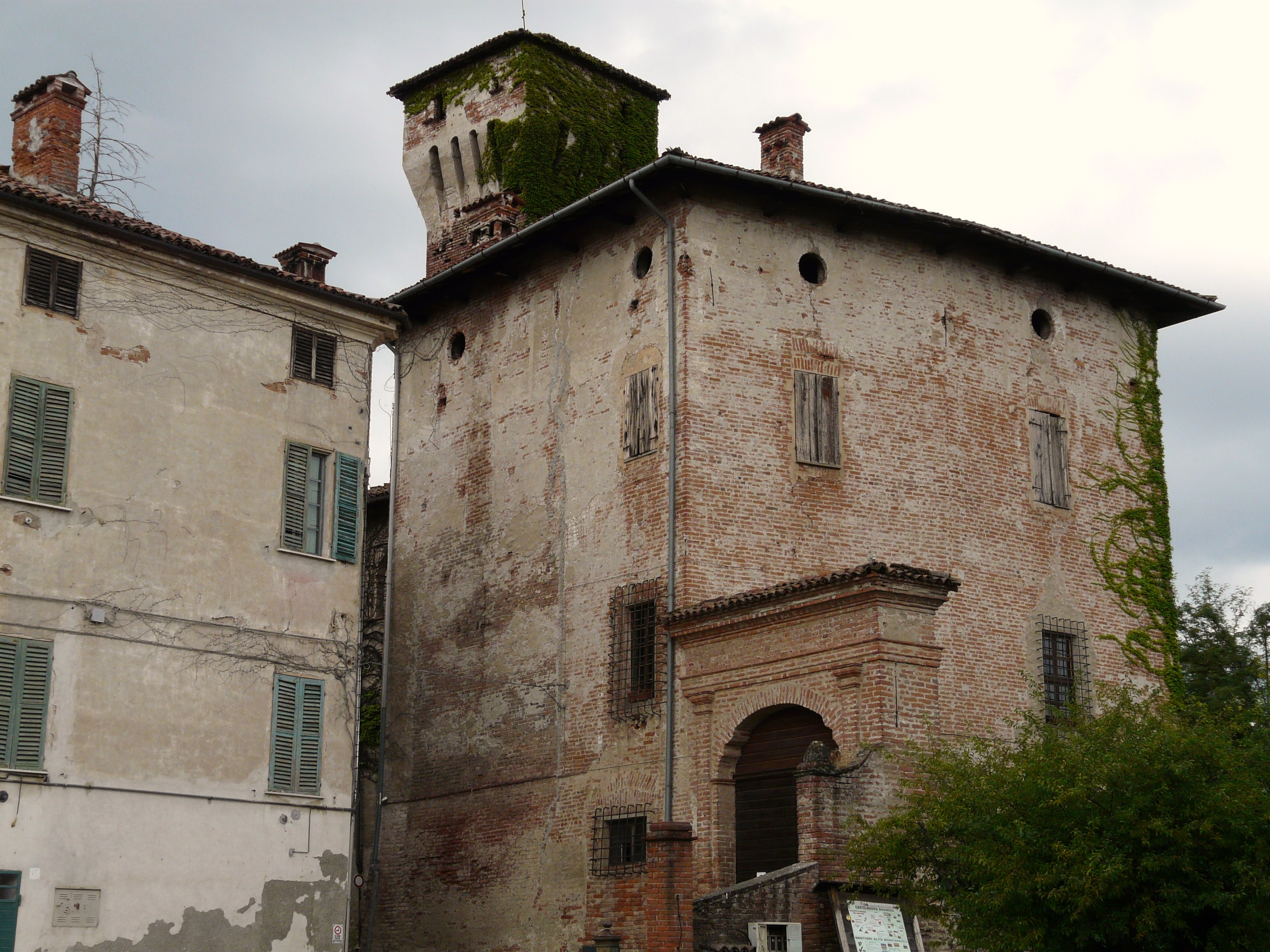
카스텔누오보보르미다

카스텔누오보보르미다(이탈리아어: Castelnuovo Bormida)는 이탈리아 피에몬테주 알레산드리아도에 위치한 코무네로 면적은 13.2km2, 높이는 123m, 인구는 698명(2008년 12월 31일 기준), 인구 밀도는 53명/km2이다. 토리노에서 남동쪽으로 약 80km, 알레산드리아에서 남쪽으로 약 20km 정도 떨어진 곳에 위치한다.